# Impôts Football Club
O Impôts Football Club é um clube de futebol com sede em Yaoundé, Camarões. A equipe compete no Campeonato Camaronês de Futebol.

## História
O clube foi fundado em 1975.